# Bécc mac Airemóin
Bécc mac Airemóin (mort en 893) ou Bécc mac Éiremóin est un roi d'Ulaid du Dál Fiatach 
dans l'actuel Ulster en Irlande du Nord. Il est le fils de  Airemón mac Áedo (mort en 886), un précédent souverain. Il règne de 886 à 893,.
Il devient roi d'Ulaid après le meurtre de son cousin germain, Fiachnae mac Ainbítha en 886. Il est lui-même tué en 893 par Aitíth mac Laigni (mort en 898) du Uí Echach Cobo

## Sources
- Chronicon Scotorum sur  at University College Cork
- (en) Byrne, Francis John (2001), Irish Kings and High-Kings, Dublin: Four Courts Press  (ISBN 978-1-85182-196-9)